# Licznik energii elektrycznej

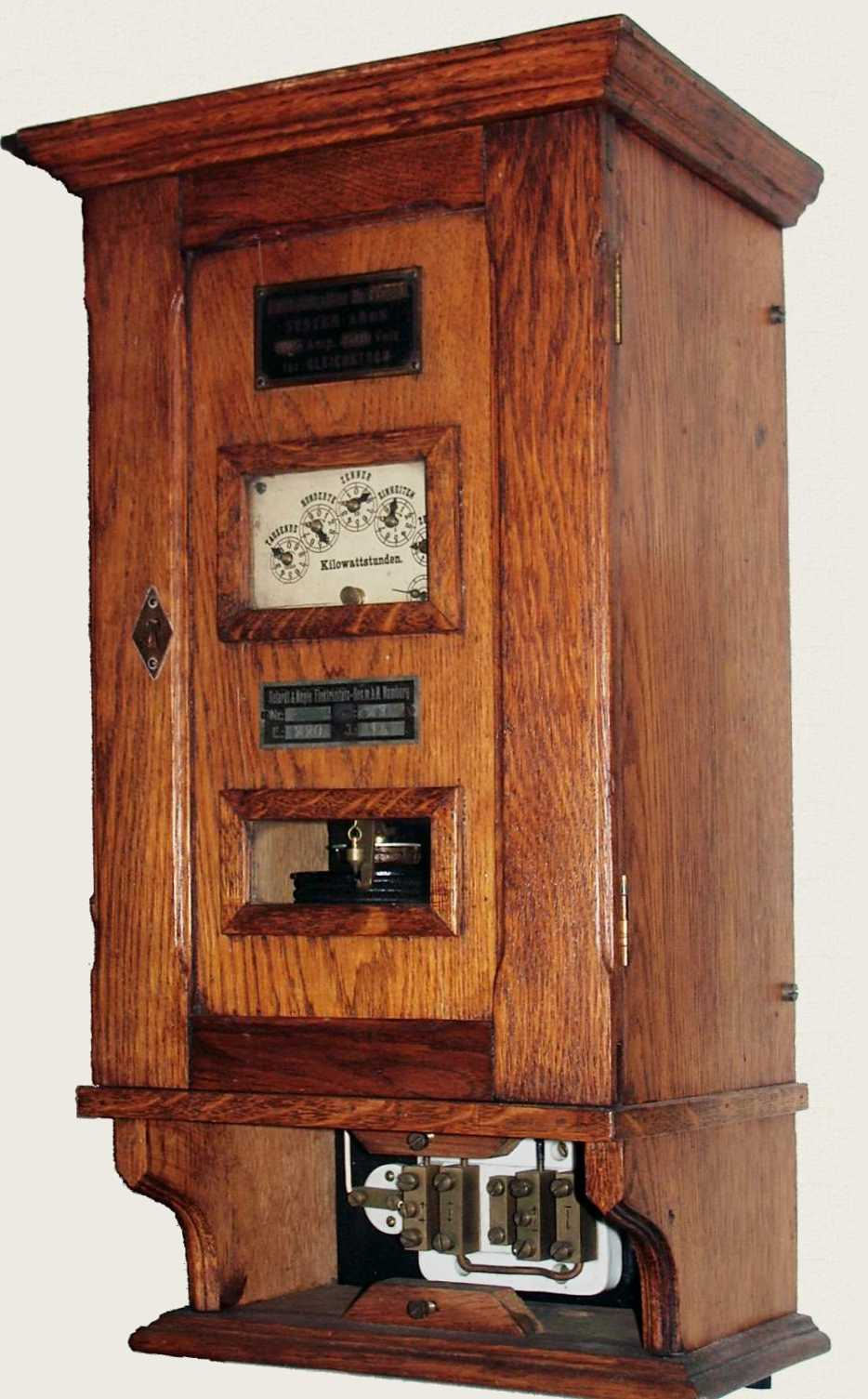
Licznik prądu stałego

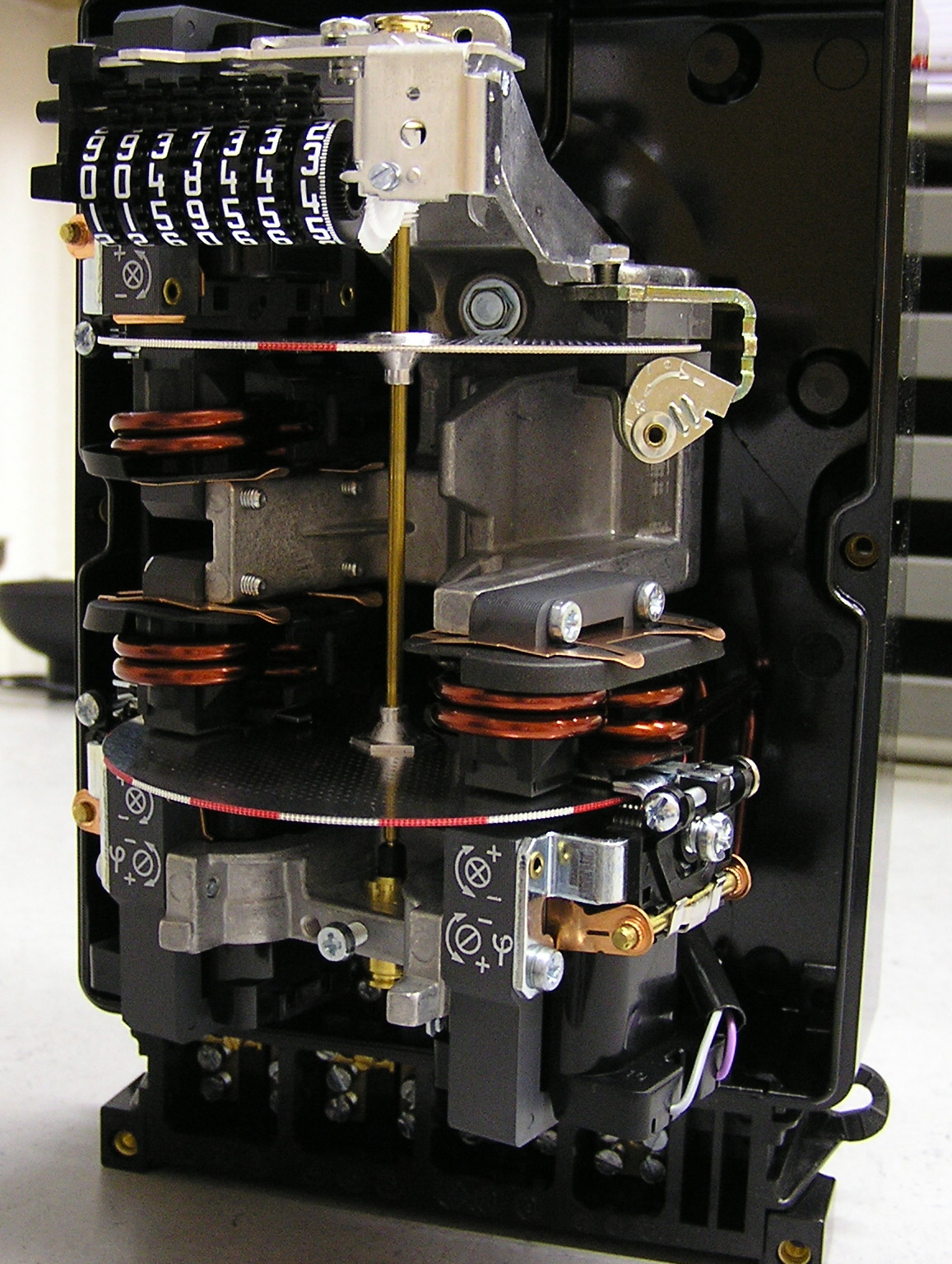
Wnętrze licznika

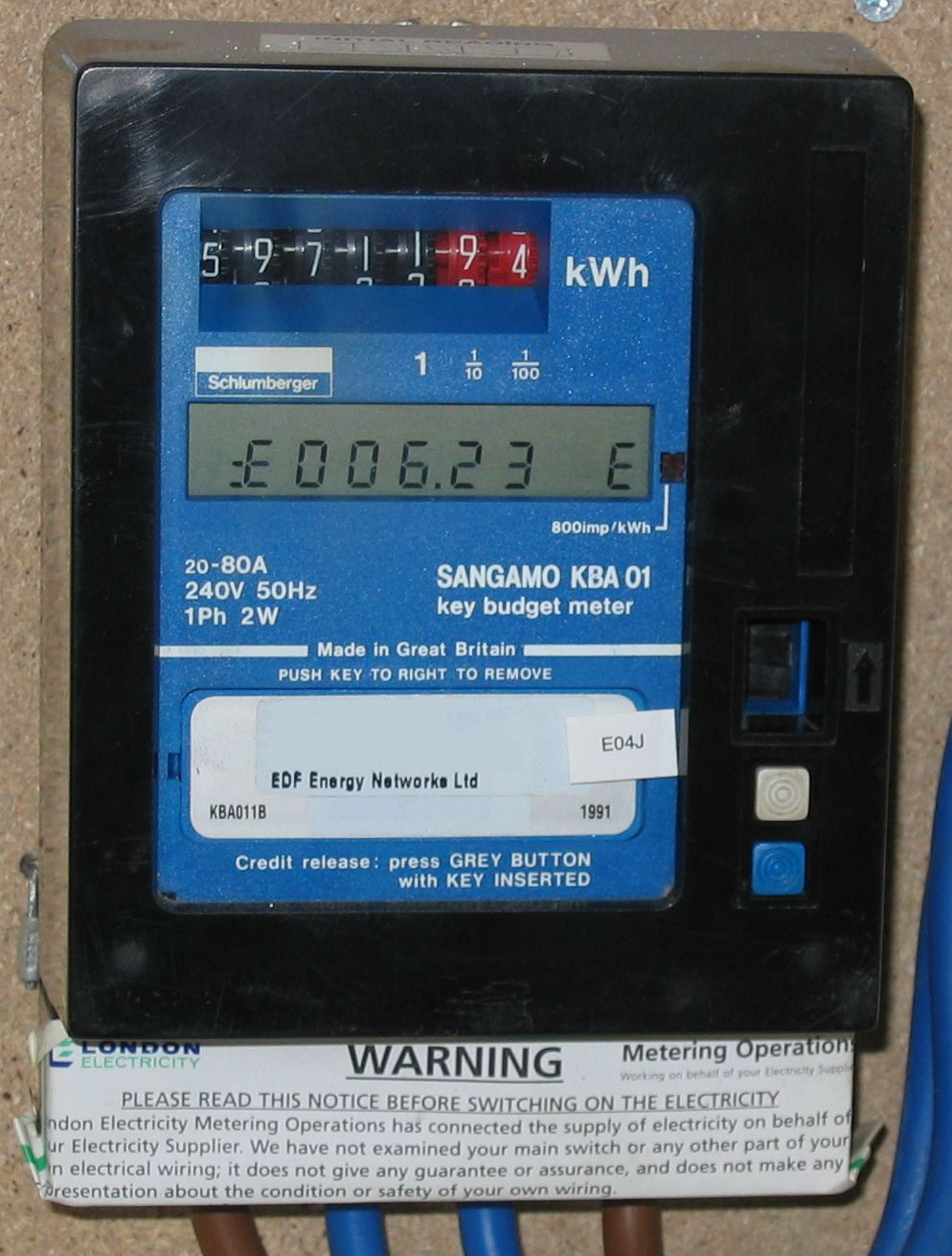
Współczesny licznik energii

Licznik energii elektrycznej – całkujący przyrząd pomiarowy przeznaczony do pomiaru ilości przepływającej energii elektrycznej. Jego wskazanie jest podstawą do rozliczania się między dostawcą a odbiorcą energii. Jednostką miary energii elektrycznej czynnej w układzie SI jest dżul (watosekunda), natomiast powszechnie używaną jednostką miary tej energii jest kilowatogodzina (kWh) lub megawatogodzina (MWh). W układach zasilania większej mocy dostawca i odbiorca rozliczają się również w zakresie energii biernej. Jednostką miary tej energii jest warogodzina.
Za pierwszy dokładny licznik energii elektrycznej uważa się miernik opatentowany w 1883 roku a skonstruowany przez berlińskiego naukowca Hermana Arona (urodzonego w sztetlu w Kępnie). Urządzenie to, zwane Pendelzähler, działało na zasadzie wahadła.

## Działanie

### Licznik indukcyjny
Licznik indukcyjny jest maszyną indukcyjną w której aluminiowa tarcza porusza się pod wpływem wirowego pola magnetycznego wytworzonego przez dwie cewki. W jednej cewce płynie prąd proporcjonalny do natężenia prądu pobieranego przez odbiorcę, w drugiej do napięcia. Cewki są tak umieszczone, że powstający moment napędowy jest proporcjonalny do iloczynu chwilowej wartości prądu i napięcia (a więc licznik „mierzy” moc czynną), a ten z kolei jest równoważony poprzez moment hamujący, który powstaje w wyniku obrotu tarczy między biegunami magnesu trwałego i jest proporcjonalny do szybkości ruchu tarczy.
Uszkodzenie magnesu trwałego w liczniku (między innymi przez działanie na licznik zewnętrznymi polami magnetycznymi) prowadzi do znacznego osłabienia momentu hamującego, co objawi się zawyżonym naliczaniem energii.

### Licznik elektroniczny (półprzewodnikowy)
W liczniku elektronicznym wykorzystywane są specjalizowane układy scalone, które pod wpływem przepływającego prądu i przyłożonego napięcia generują impulsy w ilości proporcjonalnej do pobieranej energii elektrycznej. Następnie liczba impulsów jest przeliczana na energię wskazywaną przez licznik.

## Stała licznika
By umożliwić użytkownikowi orientacyjną kontrolę zużycia energii albo działanie licznika. W licznikach indukcyjnych tarcza wirnika jest widoczna, a w licznikach statycznych miga lampka. W parametrach licznika podaje się wielkość zwaną stałą licznika określającą liczbę obrotów wirnika albo liczbę impulsów licznika statycznego przypadającą na jednostkę energii elektrycznej (kilowatogodzinę lub megawatogodzinę).

## Nazewnictwo pomiarów energii
Liczniki energii mierzą fizyczne zmienne w czasie. Na ich podstawie najczęściej zlicza się energię czynną oraz bierną. Energia bierna może mieć charakter indukcyjny lub pojemnościowy. W systemach informatycznych przyjęło się nazewnictwo wielkości fizycznych wraz z kierunkiem przepływu (poborem lub oddaniem) energii: C – energia czynna, B – energia bierna, P – pobór, O – oddanie.

W plikach wymiany danych, przykładowo w formatach PTPiREE i XML, stosuje się kombinację tych symboli:
CP – pobór energii czynnej, CO – oddanie energii czynnej, BP – pobór energii biernej, BO – oddanie energii biernej.
W nowszych licznikach i systemach są stosowane oznaczenia:
- A+ [active power+ (QI+QIV)] – pobór mocy czynnej
- A- [active power- (QII+QIII)] – oddanie mocy czynnej
- R+ [reactive power+ (QI+QII)] – pobór mocy biernej
- R- [reactive power- (QIII+QIV)] – oddanie mocy biernej

Jeżeli licznik zlicza energię na linii wymiany pomiędzy dwoma operatorami OSD, nawet w przypadku przepływu energii tylko w jedną stronę, to mierzy energię czynną (pobór CP) oraz najczęściej bierną (pobór BP). Jest to mylące, ponieważ to, co dla jednego OSD jest poborem energii czynnej, dla innego jest oddaniem. Z energią bierną sprawa jest nieco bardziej skomplikowana, ponieważ nie można jednoznacznie określić w jaki sposób powinna ona wchodzić do bilansu mocy biernej przedsiębiorstwa pobierającego taką energię.
Licznik czterokwadrantowy mierzy cztery rodzaje energii biernej:
- energię bierną indukcyjną i pojemnościową dla przypadku poboru energii czynnej
- energię bierną indukcyjną i pojemnością w przypadku oddawania energii czynnej.

Inna nazwa to energia bierna w czterech ćwiartkach. U odbiorców, czyli przy poborze energii czynnej, energia bierna jest rejestrowana w I ćwiartce (indukcyjna) lub IV ćwiartce (pojemnościowa). U wytwórców, oddających energię czynną, energia bierna jest rejestrowana w II ćwiartce (pojemnościowa) lub III ćwiartce (indukcyjna).
Liczniki czterokwadrantowe zazwyczaj są trójfazowe i pracują w układzie pośrednim, czyli przy wykorzystaniu przekładników prądowych i napięciowych.